# Divergencia (haz)
La divergencia de un haz electromagnético es una medida angular del incremento en el diámetro del haz con respecto a la distancia desde la apertura óptica o la apertura de la antena desde donde emerge el haz. El término es relevante solo en el "campo lejano", lejos de cualquier foco del haz. De todos modos, en términos prácticos, el "campo lejano" puede comenzar físicamente cerca de la "apertura de radiación", dependiendo del diámetro de apertura y la longitud de onda de funcionamiento.
La divergencia es usada a menudo para caracterizar un haz electromagnético en un sistema óptico, para casos en que la apertura desde donde emerge dicho haz es muy grande con respecto a la longitud de onda. También es usado en sistemas de Radio Frecuencia (RF) para los casos en que la antena está operando en la región llamada "región óptica" que es, igual que en el caso óptico, mucho más grande con respecto a la longitud de onda.
La divergencia usualmente se refiere a una sección transversal circular de un haz, pero no necesariamente. Un haz puede, por ejemplo, tener una sección transversal elíptica, en cuyo caso se deberá indicar la orientación de la divergencia, por ejemplo, con respecto al eje mayor o menor de la sección transversal de la elipse.
La divergencia de un haz se calcula si se conoce el diámetro del haz en dos puntos separados (Di, Df), y la distancia (l) entre esos puntos. La divergencia del haz está dada por:
{\displaystyle Divergencia=2\arctan \left({\frac {D_{f}-D_{i}}{2l}}\right).}
Si el haz está colimado usando un lente, u otro elemento de enfoque, la divergencia esperada puede calcularse usando dos parámetros: el diámetro, {\displaystyle D_{m}}, del punto más estrecho del haz después del lente y la distancia focal del lente {\displaystyle f}. La divergencia del haz está dada por:
{\displaystyle Divergencia={\frac {D_{m}}{f}}.\,}
Al igual que todos los haces electromagnéticos, los lásers pueden divergir, y esta magnitud es medida en mili-radianes (mrad) o en grados. En muchas aplicaciones se prefiere una menor divergencia. Descuidar la divergencia acarrea una mala calidad del haz (calidhaz), la divergencia de un haz láser es proporcional a la longitud de onda e inversamente proporcional al diámetro del haz en su punto más angosto. Por ejemplo, un láser ultravioleta que emite a una longitud de onda de 308 nm tendrá una divergencia más baja que un láser infrarrojo a 808 nm, si ambos tienen el mismo diámetro mínimo de haz. La divergencia de un láser con buena calidad de rayo se modela usando las matemáticas del perfil del Haz gaussiano.
- Datos: Q1230543